# Michael Lowry (homme politique)
Michael Lowry (né le 13 mars 1953) est un homme politique indépendant irlandais qui est Teachta Dála (TD) depuis 1987, actuellement pour la circonscription de Tipperary. Il est ministre des Transports, de l'Énergie et des Communications de 1994 à 1996 et président du groupe parlementaire du Fine Gael de 1993 à 1994.

## Jeunesse
Lowry est né dans le Comté de Tipperary et fait ses études à CBS Thurles. Il est élu au conseil du comté de North Tipperary en 1979. Au début des années 1980, il est administrateur de la Gaelic Athletic Association (GAA) et est le plus jeune président du conseil d'administration du comté de Tipperary de cet organisme. Il dirige une entreprise de réfrigération commerciale, Streamline Enterprises, qu'il a fondée dans des circonstances controversées en 1988,.

## Politique nationale
Lowry est élu pour la première fois au Dáil Éireann en tant que député du Fine Gael pour Tipperary North aux élections générales de 1987 et en 1993, il devient président du groupe parlementaire du Fine Gael.
En 1994, il est nommé ministre des Transports, de l'Énergie et des Communications dans le gouvernement de la Coalition Rainbow.
Une succession de scandales politiques poursuivent Lowry tout au long de son mandat. Il s'agit notamment d'allégations d'irrégularités liées à l'octroi d'une licence de téléphonie mobile à Esat Telecom, qui font ensuite l'objet d'une enquête du tribunal Moriarty, des projets de système de train léger sur rail de Dublin et de fermeture de bureaux de poste ruraux. Le tribunal McCracken de 1997 révèle que le magnat des supermarchés Ben Dunne a payé 395 000 £ IR pour une extension de la maison de Lowry à Tipperary. Le Tribunal a conclu que Lowry avait éludé l'impôt.
Cette allégation conduit Lowry à démissionner du Cabinet en novembre 1996. Le Taoiseach John Bruton annonce que Lowry ne serait pas investi comme candidat du Fine Gael aux élections suivantes et il démissionne du parti.
Lowry se présente comme candidat indépendant aux élections générales de 1997. Il arrive en tête du scrutin dans sa circonscription lors de cette élection, ainsi que lors des élections générales de 2002 et 2007.
Lowry est soutenu par une organisation locale forte à Tipperary, connue officieusement sous le nom de « Team Lowry ».
Lowry est réélu pour Tipperary North aux élections générales de 2011, en tête du scrutin au premier décompte avec 14 010 voix. Il est réélu, pour Tipperary, aux élections générales de 2016. Il vote pour Enda Kenny comme Taoiseach le 6 mai 2016.